# Joseph Nechvatal

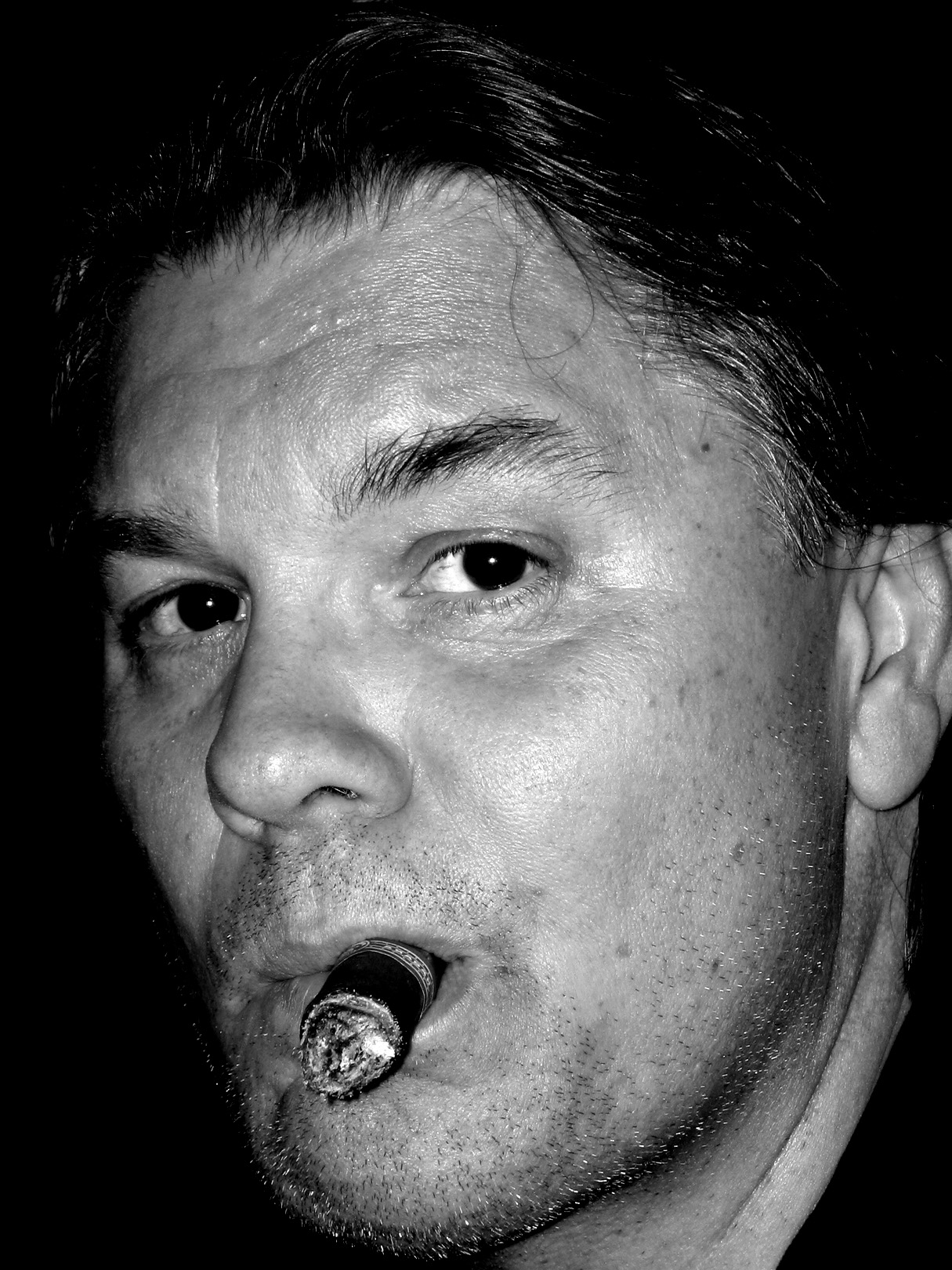
Joseph Nechvatal, 2005

Joseph Nechvatal (nacido en 1951) es un post-arte conceptual y  teórico del arte que crea pinturas con ayuda de computadora y Animación s, a menudo usando personalizada creada por viruses.

## Vida y obra

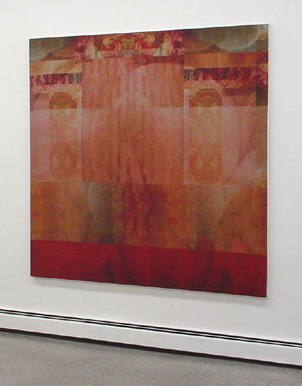
Joseph Nechvatal nacimiento del viractual 2001 acrílico asistida por ordenador robótico sobre lienzo

Joseph Nechvatal nació en Chicago. Estudió bellas artes y Filosofía en Southern Illinois University Carbondale, Universidad de Cornell y Universidad de Columbia, donde estudió con Arthur Danto mientras se desempeñaba como el  archivista a . minimalista compositor La Monte Young. Desde 1979, expone su obra en el Nueva York, sobre todo en la Galerie Richard, Brooke Alexander Gallery y conceptos universales ilimitadas. También ha expuesto en solitario en París, Chicago, Colonia, Atlanta, Los Ángeles, Youngstown , Senouillac, Lund, Toulouse, Turín y Munich.
Su trabajo en la década de 1980, principalmente consistió en postminimalista grises dibujos de grafito que eran a menudo fotomecánicamente ampliada. Durante ese período, se asoció con el artista grupo Colab y ayudó a establecer el espacio cultural sin fines de lucro ABC No Rio. En 1983 fue cofundador del Avant -garde música electrónica del arte proyecto de audio Tellus Audio Cassette.  En 1984, Nechvatal comenzó a trabajar en una ópera llamada XS:. The Opera Opus (1984-6)  con el no wave compositor musical Rhys Chatham.
Él comenzó a usar las computadoras para hacer "obras" en 1986 y después, en su obra la firma, comenzó a emplear virus. Estos "colaboración" con los sistemas virales posicionados su trabajo como una contribución temprana a lo que se conoce cada vez más como un post-humana estética.
De 1991-1993 fue artista en residencia en el Louis Pasteur  Atelier de Arbois, Francia y en el La Saline Royale Claude Nicolás Ledoux lab.There equipo de la Fundación trabajó en The Computer Virus del proyecto, que fue un experimento artístico con virus y el ordenador animación Documenta GmbH, Museo Fridericianum Veranstaltungs GmbH, Volumen 3 de Documenta 8:... Kassel 1987.
En 1999 obtuvo su Nechvatal Ph.D. en la filosofía del arte y las nuevas tecnologías en relación la realidad virtual inmersiva en Roy Ascott's Centro de Investigación Avanzada en las Artes Interactivas (CAiiA), Universidad de Gales, Newport, Reino Unido (ahora el Planetary Collegium en la Universidad de Plymouth).
En 2002 amplió su experimentación en la vida artificial a través de una colaboración con el programador Stephane Sikora de music2eye en una obra llamada Computer Virus Proyecto II.
En 2005 expuso Virus Computer Proyecto II obras (pintura digitals, impresión digitals, a audio digital Instalación y dos en vivo electrónica de virus ataque en una muestra individual llamada contaminaciones ' "en Castillo de Linardié de Senouillac, Francia. En 2006 Nechvatal recibió una exposición retrospectiva titulada "cOntaminaciOnes" en el Instituto mayordomo del arte americano's Beecher Centro de Arte y Tecnología.
Dr. Nechvatal también ha contribuido a audio digital trabajo con su ruido de la música viral symphOny, una sinfonía sonido colaborativo creado por el uso de su software de virus informático en el Instituto de Artes Electrónicas en Universidad Alfred. viral sinfOnica fue presentado como parte de ruido anusmOs en Nueva York en 2012.
En 2013, Nechvatal mostró el trabajo de ruido, un programa oficial de garantía de la 55a Bienal de Venecia de Arte, que se basa en su libro Immersion Into Noise (Inmersión en ruido).
De 1999 a 2013, enseñó Nechvatal teorías artísticas de la realidad virtual inmersiva y el viractual en la Escuela de Artes Visuales (SVA) en la ciudad de Nueva York. Un libro de sus ensayos reunidos titulado Hacia una Immersive Inteligencia: Ensayos sobre la obra de arte en la era de la tecnología informática y la Realidad Virtual (1993-2006) fue publicado por Edgewise Pulse en el año 2009. También en 2009 se publicó su libro Immersive Ideales / Distancias críticos. Nechvatal 2011, su libro Immersion Into Noise (Inmersión en ruido) fue publicado por el Abrir Humanities Press junto con Universidad de Míchigan Scholarly Publishing Office de la Biblioteca.